# Monviel
Monviel ist eine französische Gemeinde mit 77 Einwohnern (Stand 1. Januar 2022) im Département Lot-et-Garonne in der Region Nouvelle-Aquitaine (vor 2016: Aquitanien). Sie gehört zum Arrondissement Villeneuve-sur-Lot und zum Kanton Le Haut Agenais Périgord.
Der Name der Gemeinde leitet sich von Mont vieux (deutsch Alter Berg) ab.
Die Einwohner werden Monvielais und Monvielaises genannt.

## Geographie
Die Gemeinde Monviel liegt circa 25 Kilometer nordwestlich von Villeneuve-sur-Lot und 32 Kilometer östlich von Marmande in der historischen Provinz Agenais im Norden des Départements Lot-et-Garonne.
Umgeben wird Monviel von den fünf Nachbargemeinden:
| Ségalas             |                                             | Saint-Maurice-de-Lestapel |
| Montignac-de-Lauzun | Kompassrose, die auf Nachbargemeinden zeigt | Moulinet                  |
|                     | Monbahus                                    |                           |

Monviel liegt im Einzugsgebiet des Flusses Garonne.
Der Tolzac de Verteuil, ein Nebenfluss des Tolzac, durchquert das Gebiet der Gemeinde.

## Geschichte
Eine frühere gemauerte Motte über dem Tal des Tolzac belegt die Besiedelung des Gebiets im Mittelalter. Im Jahre 1326 wurde ein gewisser Pons Amanieu de Madaillan als Seigneur von Monviel benannt, und 1346 erhielt Amanieu de Madaillan, Seigneur von Cancon, das Gebiet und die Burg von Monviel aus den Händen des Herzogs der Normandie. Im 16. Jahrhundert gehörte Monviel Gabriel Nompar de Caumont, bevor die Gemeinde in die Hände von Bertrand de Vassal de la Tourette über eine Heirat überging.

## Einwohnerentwicklung
Nach Beginn der Aufzeichnungen stieg die Einwohnerzahl bis zur Mitte des 19. Jahrhunderts auf einen Höchststand von 330. In der Folgezeit sank die Größe der Gemeinde bei kurzen Erholungsphasen, bis sie sich seit der Jahrtausendwende auf einem Niveau von rund 80 Einwohnern stabilisieren konnte.
| Jahr      | 1962 | 1968 | 1975 | 1982 | 1990 | 1999 | 2006 | 2016 | 2022 |
| --------- | ---- | ---- | ---- | ---- | ---- | ---- | ---- | ---- | ---- |
| Einwohner | 138  | 126  | 103  | 101  | 90   | 78   | 79   | 80   | 77   |

## Sehenswürdigkeiten

### Pfarrkirche Saint-Michel
Die frühere Kirche besaß einen Chor mit rechteckigem Grundriss, der in einer fünfwändigen Apsis abschloss, und ein Langhaus mit einer Länge von drei Jochen, die von schmalen Säulen getrennt waren. Von diesem Vorgängerbau existiert heute nur noch das westliche Eingangsportal, das sehr beschädigt ist. Im Jahre 1889 wurde die Kirche im neugotischen Stil von den Maurermeistern Lespinasse und Ratier unter der Leitung des Architekten T. Teulère neu gebaut. An der Nordseite wurde am Ende des 19. oder zu Beginn des 20. Jahrhunderts die Sakristei an das gerade Joch des Chors angebaut. Der Architekt Gaston Rapin ließ 1913 die Wände und das Gewölbe verstärken. Im Jahre 1966 ließen der Architekt J. Depoid und der Bauunternehmer A. Parrot die Kirche restaurieren.
Fünf Glasfenster sind Werke des Glasmalers Gustave Pierre Dagrant aus Bordeaux, die er 1889 geschaffen hat. Sie zeigen das Herz Jesu, den Erzengel Michael, Ludwig den Heiligen und zwei weitere mit Ornamenten verschönerte Fenster mit den Wappen des Papstes Leo XIII. und von Charles Coeuret-Varin, Bischof von Agen.

### Schloss Monviel
Das Schloss wurde an der Stelle der mittelalterlichen Burg in der ersten Hälfte des 17. Jahrhunderts für Jean-Louis de Vassal de la Tourrette, Seigneur von Monviel, neu gebaut. Es war ursprünglich auf einem U-förmigen Grundriss errichtet mit zwei Flügel, die den Innenhof flankierten. Der linke Flügel und ein Eingangsportal wurden am Ende des 19. Jahrhunderts abgerissen. Am Ende des 20. Jahrhunderts wurde das Gebäude restauriert und in ein Luxushotel umgebaut.

## Wirtschaft und Infrastruktur
Die Landwirtschaft ist der wichtigste Wirtschaftsfaktor der Gemeinde.

### Verkehr
Monviel ist erreichbar über die Routes départementales 241 und 429.